# مارتن د ویت
مارتن د ویت (انگلیسی: Maarten de Wit; ۳۰ مهٔ ۱۸۸۳ – ۳۰ مارس ۱۹۶۵) قایقران قایق بادبانی اهل پادشاهی هلند بود.